# Zizaniopsis villanensis
Zizaniopsis villanensis är en gräsart som beskrevs av Quarín. Zizaniopsis villanensis ingår i släktet Zizaniopsis och familjen gräs. Inga underarter finns listade i Catalogue of Life.